# Sonetos del amor oscuro

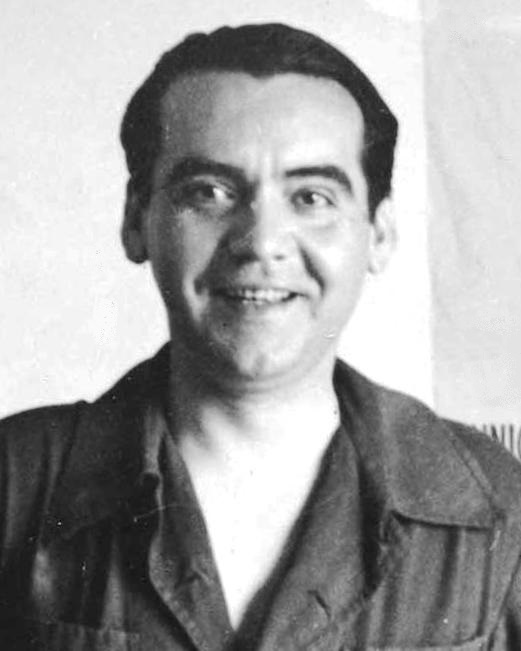
Su corazón no era ciertamente alegre. Era capaz de toda la alegría del Universo; pero su sima profunda, como la de todo gran poeta, no era la de la alegría. Quienes le vieron pasar por la vida como un ave llena de colorido, no le conocieron. Su corazón era como pocos apasionado, y una capacidad de amor y de sufrimiento ennoblecía cada día más su noble frente. Amó mucho, cualidad que algunos superficiales le negaron. Y sufrió por amor, lo que probablemente nadie supo.
«Federico» (1937), de Vicente Aleixandre.

Los Sonetos del amor oscuro, o simplemente Sonetos, son una colección de sonetos escritos durante sus últimos años de vida por el poeta y dramaturgo español Federico García Lorca (Granada, 1898–1936), recopilados y publicados póstumamente. Por tanto, no es un libro definitivo establecido por el autor, y las diferentes ediciones pueden variar, tanto en el índice como en el título, dependiendo de las fuentes en que se base el editor.

## Gestación
Rafael Rodríguez Rapún fue tal vez, según Ian Gibson, «el más hondo amor de Lorca». Sustituyó a Pedro Miguel González Quijano como secretario de La Barraca en 1933. Rapún, que no era homosexual, cayó bajo el encanto de Lorca; Modesto Higueras, amigo de ambos, señalaba que «A Rafael le gustaban las mujeres más que chuparse los dedos, pero estaba cogido en esa red, no cogido, inmerso en Federico.» Entre 1933 y 1934 Lorca estuvo en Argentina, y es de suponer que mantuvieran frecuente correspondencia durante los siete meses de ausencia de Lorca, aunque no se dispone de información al respecto; Rapún murió en 1937, durante la guerra civil, como tantos amigos comunes. La discreción de los amigos que sobrevivieron y la ausencia de cartas y diarios íntimos dificulta el seguimiento de su relación.
Los herederos de Lorca conservan los once sonetos amorosos, escritos por el poeta en papel de cartas con membrete del Hotel Victoria, de Valencia, donde al parecer el poeta inició la serie en 1935. El 5 de noviembre la compañía de Margarita Xirgu había dado a conocer Yerma en el Teatro Principal de Valencia, con gran éxito. Aunque se había anunciado su presencia, Lorca no llegó a Valencia hasta el día 9, aunque sí estuvo en la despedida de la compañía el día 11. El poeta esperaba impaciente la llegada desde Madrid de su «íntimo amigo» Rafael Rodríguez Rapún; Ian Gibson señala que en esa época Lorca sufría en su relación con Rapún, debido a la «actividad heterosexual» de su joven y atractivo amante, y que el hecho de que éste no se presentase en Valencia «se le aparecería como expresión de abandono», sentimientos que se expresan en «El poeta dice su verdad» y «Soneto de la carta», escritos en papel del hotel donde se hospedaba. En cuanto al «Soneto gongorino en que el poeta manda a su amor una paloma», que posiblemente se inspirase durante esos días, cabe señalar que el joven poeta alcoyano Juan Gil-Albert, a quien Lorca conociera brevemente en 1933 durante una visita a Valencia con La Barraca, le envió en 1935, tras la lectura de Doña Rosita la soltera que Lorca hizo ante Margarita Xirgu y su compañía en el Principal, «un pichón en una jaula, que el joven acababa de comprar en el mercado de la plaza Redonda.» Gibson dice que el soneto fue escrito bajo la inspiración de este regalo, y posiblemente, del hecho de que Gil-Albert le leyera algunos sonetos amorosos de un carácter homosexual nada oculto. Parece probable, según Gibson, que fuera también Rapún el destinatario del soneto, y posible que le enviara el pichón a su amante ausente.
Poco después, en Barcelona, Lorca paró con Rapún en el Hotel Majestic Inglaterra, mientras preparaban el reestreno de Bodas de sangre. Cipriano Rivas Cherif recuerda una escena de desesperación del poeta en el hotel, tras una noche de fiesta en que Rapún desapareció con una de las gitanas del local flamenco, tras la cual el poeta le confiesa su homosexualidad y su visión del amor: «la normalidad no es ni lo tuyo de conocer sólo a la mujer, ni lo mío. Lo normal es el amor sin límites. (···) En lo mío no hay tergiversación. Uno y otros son como son. Sin trueques. No hay quien mande, no hay quien domine, no hay sometimiento. No hay substitución ni remedo. No hay más que abandono y goce mutuo. Pero se necesitaría una verdadera revolución. Una nueva moral, una moral de la libertad entera. Ésa es la que pedía Walt Whitman.» 
La angustia sentimental que vivía Lorca y la «nueva moral» que reivindicaba encontraron expresión en los Sonetos del amor oscuro.
En mayo de 2012 se anunció la publicación de Los amores oscuros, una novela de Manuel Francisco Reina que se centra en la relación entre Lorca y el periodista y crítico de arte Juan Ramírez de Lucas (Albacete, 1917 - Madrid, 2010), en los últimos días de vida del poeta. 
Ramírez conservó en su poder una serie de documentos, fruto de su truncada relación con el poeta, que entregó a una de sus hermanas para hacerlos públicos a su muerte. Destaca una carta, fechada el 18 de julio de 1936, donde Lorca incidía en que Ramírez (que por entonces contaba 19 años) convenciera a sus padres para que le permitieran acompañar al poeta a México, donde pensaban escapar del convulso y peligroso ambiente previo a la guerra civil. 
Entre otros documentos del poeta se encuentra un poema dedicado a su «rubio de Albacete», escrito en el reverso de un recibo de mayo de 1935 de la Academia Orad, donde estudiaba Ramírez de Lucas en Madrid. Manuel Francisco Reina cree que este poema es indicativo de que los Sonetos del amor oscuro estuvieran dedicados a Ramírez de Lucas y no a Rodríguez Rapún, cuya relación con Lorca «se rompió antes del viaje de Federico a Nueva York y Uruguay», según apunta Gibson. Destaca también que Luis Rosales, en cuya casa pasó el poeta sus últimos días, entregó a Ramírez de Lucas, años después de que Lorca fuera fusilado, una carpeta con todos los sonetos mecanografiados que había encontrado en la buhardilla de su familia porque «pensaban que esos documentos debían quedar en su poder».

### Evolución del proyecto
Fue el también poeta Vicente Aleixandre quien, en 1937, recordaba en una evocación publicada en El mono azul que García Lorca le había hecho una lectura, antes de marchar a Granada, de su última obra lírica: Sonetos del amor oscuro. 
El título quedó asociado inmediatamente a los poemas, pese a que años más tarde el propio Aleixandre le precisara a Jacques Comincioli, investigador de la obra de Lorca, que se trataba de un título provisional. También Pablo Neruda recordaba, en un texto de 1968 recogido posteriormente en Para nacer he nacido, que Lorca le recitó de memoria seis o siete «sonetos ejemplares, de una increíble belleza», pertenecientes a un libro completo que tituló Sonetos del amor oscuro.
Por otro lado, en una entrevista concedida por Lorca en abril de 1936 comentaba «Tengo cuatro libros escritos que van a ser publicados: Nueva York (sic), Sonetos, la comedia sin título y otro». En esa misma entrevista, Lorca hablaba de un retorno a «las formas de la preceptiva» que emprendía «el grupo de poetas jóvenes» en España, después de un «amplio y soleado paseo por la libertad de metro y rima». 
Sobre el ambiente sonetista del entorno poético de Lorca, Gibson comenta la publicación en 1935 de Abril, de Luis Rosales, con «una bellísima secuencia de sonetos» titulada «Homenaje a Fernando de Herrera»; en 1936 se publicó El rayo que no cesa de Miguel Hernández, los Sonetos amorosos de Germán Bleiberg y Misteriosa presencia de Juan Gil-Albert. Gibson especula sobre la posibilidad de que el deseo de no verse aventajado por los jóvenes poetas de la Generación del 36, unido a su admiración por los clásicos, llevara a Lorca a reunir sus sonetos, no solo los amorosos, en un solo tomo.
Otro título que sale a relucir en las fuentes sobre Lorca es Jardín de los sonetos, mencionado por Luis Rosales en una entrevista concedida al biógrafo del poeta Ian Gibson, publicada en la revista Triunfo en 1979. Sería este, según Rosales, un libro dividido en dos partes, de alrededor de 35 sonetos (los más antiguos de 1925) y con una intención más antológica que temática. Claude Couffon fue el primer investigador en hablar del Jardín de los sonetos, mencionando que Lorca trabajó en el libro los días que permaneció refugiado en casa de los Rosales, en Granada, antes de su prematura muerte. A los once sonetos amorosos que conservan los herederos de Lorca, la mayor parte de ellos primeros borradores, se unían una serie de sonetos de temática distinta, algunos de los cuales se remontan a 1924 y otros fueron escritos por el poeta durante su estancia en Nueva York.

## Publicación
Dos de los once sonetos amorosos, «Tengo miedo a perder la maravilla» («Soneto de la dulce queja») y «El poeta pide a su amor que le escriba», habían aparecido como apéndice a la edición del Diván del Tamarit de Rolfe Humphries en 1940. Otros tres, «Soneto gongorino en que el poeta manda a su amor una paloma», «El poeta dice la verdad» y «El poeta pregunta a su amor por la Ciudad Encantada de Cuenca», aparecieron por primera vez en 1980 en una edición para bibliófilo de Maeght. Se trata de una carpeta de grabados de Miguel Rodríguez Acosta sobre los poemas inéditos de García Lorca, cuyos textos fijó Mario Hernández a partir de las copias manuscritas propiedad de la familia del poeta, y que incorporó en la edición publicada en 1981 por Alianza Editorial, que no recoge sin embargo toda la serie de sonetos amorosos.
En 1981 se publicó la traducción al francés de André Belamich de once sonetos, incluyendo los cinco sonetos amorosos publicados hasta entonces. Que sólo se dispusiera de la traducción francesa de los textos de Lorca provocó la indignación de los estudiosos de su obra.

### Sonetos
Ese mismo 1981 Mario Hernández realizó una edición de los Sonetos para Alianza Editorial, junto al Diván del Tamarit y el Llanto por Ignacio Sánchez Mejías. Hernández señalaba que pese a la atención que habían levantado los sonetos amorosos, «la variedad de motivos inspiradores parece inducir la consecuencia de que su agrupación unitaria nada tiene que ver con el designio del poeta». En su edición se encuentran sonetos fúnebres («En la muerte de José de Ciria y Escalante», «Epitafio a Isaac Albéniz» y «A Mercedes en su vuelo») junto a otros con un origen puramente circunstancial, como pasaba con muchos sonetos barrocos («Soneto de homenaje a Manuel de Falla ofreciéndole unas flores» y el «Soneto a Carmela Cóndon, agradeciéndole unas muñecas»); también añade dos sonetos escritos en Nueva York, «Adam» y «Soneto [Yo sé que mi perfil será tranquilo]», con imágenes que recuerdan el hermetismo de su poesía en esa época; y finalmente los cinco sonetos amorosos publicados hasta entonces, quizás «los que cargan con más leyenda».
- «En la muerte de José de Ciria y Escalante»
- «Soneto de homenaje a Manuel de Falla ofreciéndole unas flores»
- «Soneto a Carmela Cóndon, agradeciéndole unas muñecas»
- «Adam»
- «Soneto [Yo sé que mi perfil será tranquilo]»
- «El poeta pregunta a su amor por la "Ciudad Encantada" de Cuenca»
- «Soneto gongorino en que el poeta manda a su amor una paloma»
- «El poeta dice la verdad»
- «Soneto de la dulce queja»
- «El poeta pide a su amor que le escriba»
- «Epitafio a Isaac Albéniz»
- «A Mercedes en su vuelo»

### Sonetos del amor oscuro
En diciembre de 1983 se distribuyó una edición no venal, limitada a 250 copias de los Sonetos del amor oscuro, que decía haber sido realizada en otoño de 1983 en Granada. Impresa en tinta roja sobre papel rosa, con una cubierta roja, no se incluía editor o imprenta alguna que se atribuyese la edición. Fue distribuida por correo, en sobres también rojos con una etiqueta mecanografiada. El texto de los once sonetos aparecía corrupto, debido a lo cual se sugirió que se trataba de la transcripción de una segunda o tercera generación de fotococopias de los originales manuscritos. Pese a ello la edición, sobre la que se publicaron numerosos artículos en los diarios y revistas españoles, consiguió uno de sus presumibles objetivos: tres meses después se realizaba una edición considerablemente más fiable y autorizada de los Sonetos del amor oscuro, preparada por Miguel García-Posada. 
Así, en 1984 la familia de Lorca permitió al diario español ABC que fotografiara y publicara los originales autógrafos de once sonetos amorosos: 
- «Soneto de la guirnalda de rosas»
- «Soneto de la dulce queja»
- «Llagas de amor»
- «Soneto de la carta» («El poeta pide a su amor que le escriba»)
- «El poeta dice la verdad»
- «El poeta habla por teléfono con el amor»
- «El poeta pregunta a su amor por la "Ciudad Encantada" de Cuenca»
- «Soneto gongorino en que el poeta manda a su amor una paloma»
- «¡Ay voz secreta del amor oscuro!»
- «El amor duerme en el pecho del poeta»
- «Noche del amor insomne».

Los sonetos iban precedidos de un texto de Miguel García-Posada, «Un monumento al amor», en el que afirmaba que se trataba de «todos» (sic) los sonetos de amor hasta el momento conocidos del poeta.

## Recepción y crítica
El hispanista estadounidense Daniel Eisenberg lista y estudia los comentarios publicados en el año que siguió a la publicación de los poemas, tanto la inicial clandestina como la subsiguiente autorizada, en su artículo «Reaction to the Sonetos del amor oscuro» (Reacción a los Sonetos del amor oscuro), donde señala que se trató de un evento literario de gran magnitud y que la considerable reacción en la prensa española y extranjera fue «a la vez fascinante e instructiva sobre los asuntos lorquianos».
Dice Eisenberg que tras la publicación clandestina de los Sonetos del amor oscuro en 1983, la prensa y los medios españoles mostraron su apoyo a la edición, agradeciendo que se hubieran hecho públicos. Fernando Lázaro Carreter agradecía la edición, «no se queje ahora quien pudo hacerla antes y no la hizo»; Vicente Aleixandre aprobaba que el «editor anónimo» los hubiera dado a conocer; José Luis Cano la consideró una «pequeña joya»; Francisco Ayala descartaba el calificativo de «pirata», considerándola «una ofrenda anónima y desinteresada a la memoria inmortal del poeta»; Álvaro Salvador incidía en la injusticia de no haber dispuesto de los sonetos, «durante tantos años secuestrados por odio, intolerancia y miedo» y en la «felicísima idea» de que una mano anónima los hubiera dejado «volar libremente»
Los comentarios sobre los Sonetos de amor oscuro celebraban ampliamente su «belleza inmortal»; «impresionantes», «hermosísimos», «espléndidos», «asombrosos», «bellísimos», «maravillosos»; «poemas perfectos, limpios, terriblemente encendidos por el amor, magistrales en su clasicismo y en su finura». Se destacaba su posición entre la poesía de Lorca («los más hermosos y valientes poemas que escribiera Federico») y en la historia de la poesía española: Mauro Armiño los entroncaba con «la mejor lírica desde Garcilaso»; García-Posada los comparaba «con San Juan de la Cruz o Quevedo». 
Aunque también han tenido críticas más negativas; Francisco Javier Díez de Revenga cuestionó la novedad y el logro literario de los sonetos lorquianos. Juzgaba que los sentimientos expresados en los poemas eran en cierto modo estereotipados, señalando tanto la deuda con las imágenes y temas de Poeta en Nueva York (lo que interpretó como un «signo de duda o incertitud» del poeta) como el hecho de que se trata de primeros esbozos.
Debido a la reticencia de la familia del poeta a publicarlos, los poemas eran dados por perdidos por expertos y estudiosos hasta su publicación. Se criticó fuertemente la «censura y ocultación» de sus manuscritos, ya fuera por evitar el escándalo y ocultar la homosexualidad de Lorca o por motivaciones económicas. Eisenberg destaca el comentario del traductor al francés de los sonetos, André Belamich, quien dijo: «Me resulta difícil comprender que no hayan querido publicar estos poemas hasta ahora. La familia es muy discreta y puede que haya tenido miedo de dar a conocer esa parte de la personalidad de Federico, pero creo que con eso han contribuido a alimentar la leyenda, una leyenda para la que no había motivo porque se trata de unos poemas bellísimos y púdicos.[...] en el conjunto de la obra oculta de Lorca hay poemas sobrecogedores de la vida que no pudo tener, de la persona que no pudo amar y de los hijos que no pudo abrazar.»

## Análisis

### Elamor oscuro
Una de las primeras cuestiones que surge en el análisis de los sonetos amorosos es el sentido del adjetivo oscuro. Una primera interpretación que se hace señala que, al hablar del amor oscuro, Lorca aludía a la naturaleza [homosexual] de los poemas. 
En su introducción a la publicación de los Sonetos del amor oscuro por el ABC en 1984, Miguel García-Posada remitía a la relación entre lo oscuro y lo secreto del amor, al sufrimiento del poeta amante y a la vinculación con San Juan de la Cruz, y se lamentaba de la «abusiva simplificación» a que se había sometido el concepto, «otorgándole unas resonancias morbosas, y aún mórbidas, que el autor no hubiera suscrito.» 
García-Posada se refiere así a la línea de opinión abierta por los estudios de Jean-Louis Schonberg sobre Lorca, publicados en 1956 bajo el título Federico García Lorca. L'homme, l'œuvre, donde el autor hacía una interpretación homosexual de la obra de Lorca y que recibió fuertes críticas.
Sobre este tema habló Vicente Aleixandre con el biógrafo de Lorca Ian Gibson en una entrevista grabada en 1982, donde negaba la exclusividad de la connotación homosexual del amor oscuro; decía que Lorca nunca lo afirmó expresamente, tratándose en general del «amor de la difícil pasión, de la pasión maltrecha, de la pasión oscura y dolorosa, no correspondida o mal vivida, pero no quiere decir específicamente que era amor homosexual.» Aun así, no dudaba que Lorca tuviera en mente a una persona concreta y masculina durante el proceso de composición de los poemas. En respuesta a la publicación de los Sonetos del amor oscuro en el ABC, Aleixandre manifestó su sorpresa por cómo se evitaba cuidadosamente mencionar la palabra «homosexual» en los artículos escritos sobre el tema. Para el poeta, había que aceptar en Lorca al hombre entero, y planteaba que no se puede comprender su obra sin tener en cuenta su homosexualidad.
También el hispanista italiano Carmelo Samonà señalaba la «curiosa reticencia» que se mostraba «desde las páginas del diario madrileño. ¿Por qué? ¿En 1984 es realmente necesario defender a Lorca de sí mismo?» 
En el mismo sentido se pronunciaba, tras un estudio de los sonetos, Víctor Infantes: «En (casi) todo lo leído sobre los Sonetos del amor oscuro se evita cuidadosa y cautelosamente mencionar, sugerir, apuntar la homosexualidad de García Lorca.» El propio Gibson ha apuntado que dicha elusión, en «los malos críticos de siempre» y «en ciertos lorquistas», pudiera estar motivada en evitar problemas con la familia, por temor a que se les cerraran «las puertas del archivo de la Fundación García Lorca».
Daniel Eisenberg concluye que, aunque Lorca pensara abordar un concepto más amplio y un título más genérico para su colección de sonetos, el sentido «comúnmente admitido» sobre los poemas amorosos, los que él llamó Sonetos del amor oscuro, sigue siendo correcto. A ello no escapa, según Eisenberg, la comparación que hizo el propio Lorca de su libro con los Sonetos de Shakespeare (con una ampliamente divulgada implicación homosexual) o la mención de Mario Hernández a Verlaine como referente para el título Jardín de los sonetos.

### Erotismo y éxtasis
Uta Felten señala que, como sucede en el Diván del Tamarit, «sangre, éxtasis, deseo, dolor, violencia y martirio» son los temas en torno a los cuales giran los Sonetos del amor oscuro. Cita el «Soneto de la guirnalda de rosas», donde el «yo lírico» se muestra como un mártir erótico:

Goza el fresco paisaje de mi herida,
quiebra juncos y arroyos delicados.
Bebe en muslo de miel sangre vertida.

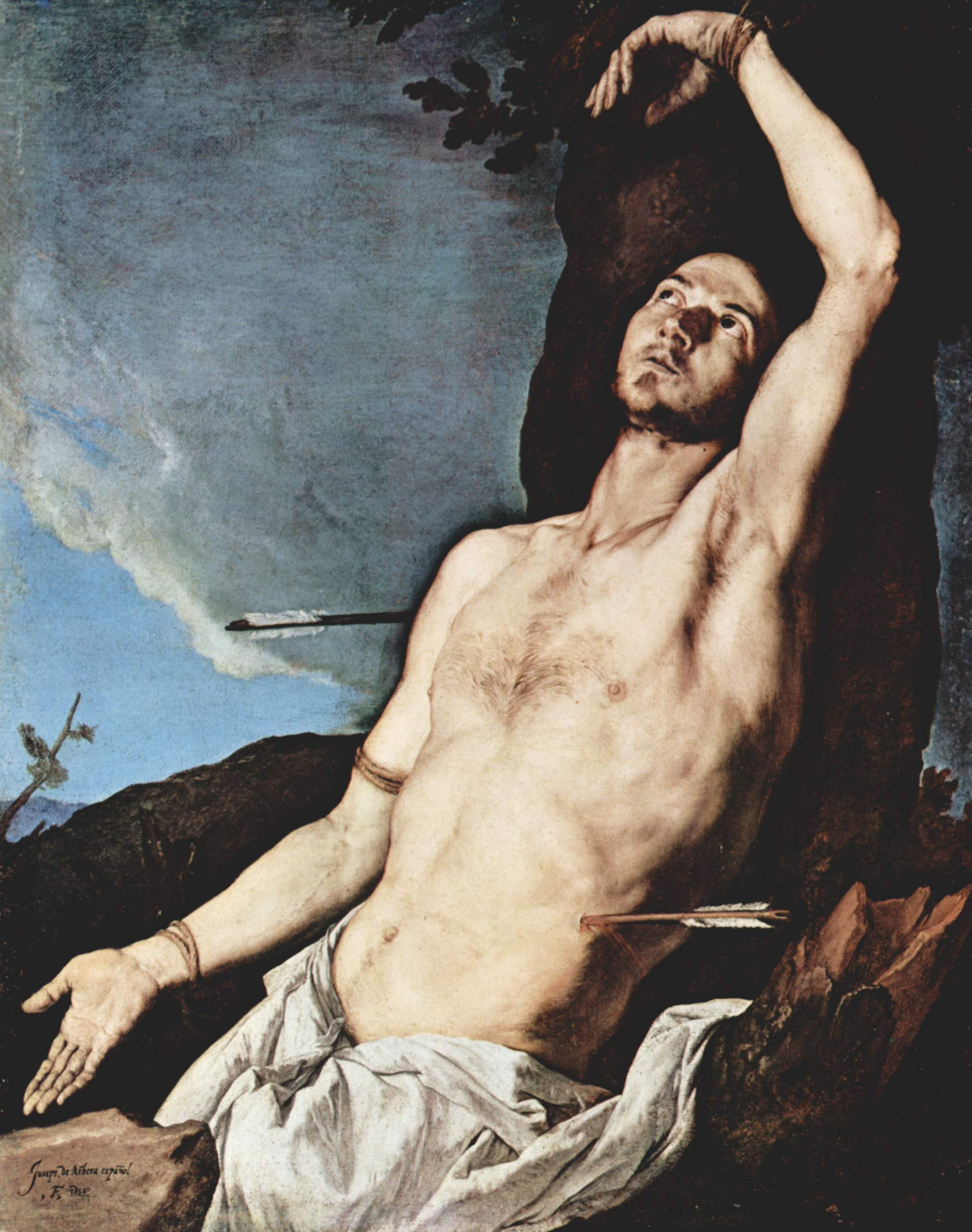
San Sebastián (1651), de José de Ribera. La imagen del santo como effeminatus ha llegado a convertirse en un mito homoerótico que fascinaba tanto a Lorca como Salvador Dalí, una especie de «lenguaje privado de la sexualidad» entre ambos artistas, según revela su correspondencia.

Aparece de nuevo la sangre en «Noche del amor insomne»:

La aurora nos unió sobre la cama,
las bocas puestas sobre el chorro helado
de una sangre sin fin que se derrama.

O se rasga las venas en «Soneto de la carta» («El poeta pide a su amor que le escriba»), una réplica erótica de la mística de San Juan de la Cruz que remite, por las imágenes del cuerpo herido que se ofrece al amado, a la leyenda del martirio de San Sebastián:

Pero yo te sufrí, rasgué mis venas,
tigre y paloma, sobre tu cintura
en duelo de mordiscos y azucenas.

Esta lectura del amor oscuro conduce a una referencia intertextual de San Juan de la Cruz y su famosa «Noche oscura», mencionada por García-Posada en su introducción a los poemas. Incide en ella también Uta Felten, señalando la intertextualidad entre ambos autores, evidente en «El poeta pide a su amor que le escriba» o en «Soneto de la guirnalda de rosas», diciendo que Lorca «recurre al principio de la concordia discors para poner en escena la "dolorosa voluptuosidad", el dulce dolor de la experiencia mística.» En el verso «Goza el fresco paisaje de mi herida», del «Soneto de la guirnalda de rosas», la autora interpreta una referencia «a la "herida feliz", al dulce dolor de la experiencia mística»; la imagen de la azucena que cierra «El poeta pide a su amor que le escriba» reenvía de nuevo a la «Noche oscura», que acaba con el verso «entre azucenas olvidado», así como al Cantar de los cantares, donde la imagen de la azucena mantiene una carga erótica y sexual intrínseca al tiempo que, debido a la transformación a lo divino de la obra, se convierte en una imagen clave del lenguaje místico.

### La muerte
Jenaro Talens encuentra un recorrido en la poesía de Lorca, que parte de una primera etapa vitalista que se elevaba «sobre la expresión de sensaciones y la voluntad de transmitirlas», desde Libro de poemas al Romancero gitano, pasando por la violencia de Poeta en Nueva York,  que lo hacía «sobre un deseo de conocimiento» y que Talens considera un «punto de no retorno en su obra» que le conduce hasta su poesía del último periodo, la «lucidez de la tragedia» que en el Diván del Tamarit o los Sonetos, se apoya en la «asunción trágica de que ambos procedimientos conducen a un mismo lugar: la muerte».
En el soneto «A Mercedes en su vuelo», de junio de 1936, dedicado a la hija de los condes de Yebes, que falleció poco después de que sus padres hicieran llegar su álbum al poeta, 
Talens dice que el poeta asume que su trabajo no es sino un producto inútil de su impotencia y su melancolía:

Canta ya por el aire sin cadena
la matinal fragante melodía
monte de luz y llaga de azucena.

Que nosotros aquí de noche y día
haremos en la esquina de la pena
una guirnalda de melancolía.

### Métrica
Los sonetos de Lorca siguen el modelo petrarquiano clásico de catorce versos endecasílabos, con un esquema de rima abba/abba/cdc/dcd. La única variación de este esquema se da en los dos tercetos  de «El poeta habla por teléfono con el amor», que siguen un esquema cdc/cdc, y en el poema «soneto de la dulce queja» en la cual el poeta sigue, en las primeras dos estrofas, a un esquema abab/ abab/ cdc/cdc. La adhesión estricta del poeta a la forma estrófica pudo responder, muy posiblemente, a la tendencia apuntada por las publicaciones de los jóvenes poetas en 1936, año del cuarto centenario de la muerte de Garcilaso, poeta que tuvo un papel primordial en el establecimiento del Petrarquismo en España.

### Intertextualidad
Miguel García-Posada apuntaba varias influencias en los Sonetos del amor oscuro, fruto de la vasta cultura de García Lorca. Mencionaba los Sonetos de Shakespeare, recordando una conversación de Lorca con Joaquín Romero Murube en 1935, en la que el poeta habría dicho: «¡Cien sonetos, Joaquín, como los de Shakespeare!». Señalaba también la coincidencia de la belleza y juventud de los destinatarios de ambas series de sonetos, y la edad de los poetas: «Shakespeare se ve viejo; Lorca se autodescribe como "Otoño enajenado"». Posteriormente mencionaba a dos figuras de la poesía española: por un lado Quevedo y por otro Góngora, evidente en la adjetivación «gongorino» de uno de los sonetos publicados. Sin olvidar los ecos de San Juan de la Cruz en los últimos versos del «Soneto de la carta»: «vivir en mi serena / noche del alma para siempre oscura».